# ميا مالكوفا
ميا مالكوفا (بالإنجليزية: Mia Malkova)‏ ممثلة إباحية أمريكية ولدت يوم 1 تموز 1992 في مدينة بالم سبرينغس بولاية كاليفورنيا الأمريكية،

## العائلة
هي اخت الممثل الإباحي جاستين هانت (بالإنجليزية: Justin Hunt)‏ وزوجة الممثل الإباحي داني ماونتين (بالإنجليزية: Danny Mountain)‏، وأسرتها من اصول فرنسية وألمانية وايرلندية وكندية.

## النشاط
حصلت مالكوفا على جائزة تويستي تريل لشهرديسمبرلعام 2012 م، ثم جائزة العام 2013 م ، كانت تعمل لصالح شركت والديها «ماندجيك» MindGeek في تلك الفترة ، ثم امضت عقدا مع شركة هارد اكس وذك بعد انتهاء عقدها السابق عام 2014 م لأجراء مشاهد حصرية مع الرجال.

## روابط أضافية
- ميا مالكوفا على موقع IMDb (الإنجليزية)
- ميا مالكوفا على موقع قاعدة بيانات الفيلم (الإنجليزية)
- ميا مالكوفا على موقع ليتربوكسد (الإنجليزية)
- ميا مالكوفا على موقع كينوبويسك (الروسية)
- ميا مالكوفا على قاعدة بيانات الأفلام الإباحية على الإنترنت